# Camp Freddy
Camp Freddy är ett amerikanskt band sammansatt av mer eller mindre kända rockmusiker som uppträder vid olika tillställningar. Kärnmedlemmarna är Dave Navarro (gitarr), Billy Morrison (gitarr), Matt Sorum (trummor), Donovan Leitch, Jr. (sång) och Chris Chaney (basgitarr). Varje uppträdande inkluderar dock olika gästspel från respekterade musiker.

## Medlemmar
Senaste medlemmar
- Dave Navarro – sologitarr (2002–2014)
- Matt Sorum – trummor, sång (2002–2014)
- Donovan Leitch Jr. – sång (2002–2014)
- Billy Morrison – rytmgitarr (2002–2014)
- Chris Chaney – basgitarr (2004–2014)

Tidigare medlemmar
- Scott Ford – basgitarr (2002–2004)
- Scott Weiland – sång (2006–2008; död 2015)
- Chester Bennington – sång (2006–2008, 2009, 2010–2012; död 2017)

Bidragande musiker (urval)
- Sebastian Bach – sång
- Brandon Boyd – sång
- Jerry Cantrell – gitarr
- Billy Ray Cyrus – sång
- Tiffany Darwish – sång
- Lana Del Rey – sång
- Fred Durst – sång
- Sully Erna – sång, gitarr
- Ace Frehley – sång, gitarr
- Macy Gray – sång
- Lemmy Kilmister – sång, basgitarr
- Courtney Love – sång
- Tom Morello – gitarr
- Chino Moreno – sång
- Ozzy Osbourne – sång
- Franky Perez – sång
- Linda Perry – sång
- Mike Shinoda – sång, gitarr
- Slash – gitarr
- Chad Smith – trummor
- Corey Taylor – sång
- Steven Tyler – sång
- Steve Vai – sologitarr
- Zakk Wylde – sång, gitarr